# Pachmarhi
Pachmarhi est une hill station de l'État du Madhya Pradesh en Inde, dans le district de Hoshangabad.
Un cantonment (Pachmarhi cantonment) y était situé sous le Raj britannique, connu sous le nom de Satpura Ki Rani (Reine de Satpura). Établi à une altitude de 1 100 mètres dans une vallée de la chaîne des Satpura, il est actuellement utilisé par l'armée indienne comme centre de formation. 
Dhupgarh, le point culminant (1350 m) du Madhya Pradesh et de la chaîne des Satpura, est situé à Pachmarhi.